# М2 (огнемёт)
Ранцевый огнемёт М2 — огнемёт США времён Второй мировой войны. 

## Описание
Хотя запас огнесмеси «выгорал» всего за 7 секунд, и на практике поражал лишь на расстоянии 33 метров вместо положенных 45, он всё же был одним из самых функциональных огнемётов и широко использовался в различных конфликтах.

## Модификации
- М2 - базовый вариант образца 1944 года
- М2А1[1] - облегчённый вариант огнемёта, разработанный по результатам боевого применения в ходе Корейской войны 1950-1953 гг. С огнемёта был снят один резервуар для огнесмеси (что уменьшило количество огнесмеси до 7,5 литров), а баллон для сжатого воздуха был заменён лёгким баллоном спасательного надувного плота, состоявшего на вооружении ВВС США. В результате, общий вес вновь созданного варианта огнемёта составил 18 кг.[2]
- М2-2 - Объём запаса огнесмеси — 15 л. Дальность огнеметания — 45 м.[2]
- М2А1-7 - улучшенный вариант, принят на вооружение в середине 1960х годов, использовался во время Вьетнамской войны. Имеет 2 баллона с огнесмесью. 1 баллон со сжатым воздухом, гибким шлангом, брандспойтом. Вес — 21 кг. Запас огнесмеси — до 18 л (что позволяет сделать до пяти выстрелов). Дальность огнеметания — 40-50 м[3].
- М3 - распылитель слезоточивого газа CS на базе конструкции огнемёта М2А1[1]
- Переносный огнемёт Е-4 - представляет собой комбинацию нескольких резервуарных групп ранцевого огнемета М2-2 с резиновым шлангом длиной 60 метров[2]

## Страны-эксплуатанты
- США[2] - сняты с вооружения, заменены огнемётом М9А1-7[3] (который позже был заменен реактивным огнеметом М202А1 FLASH).
- Бразилия
- Австралия
- Япония

## Иллюстрации

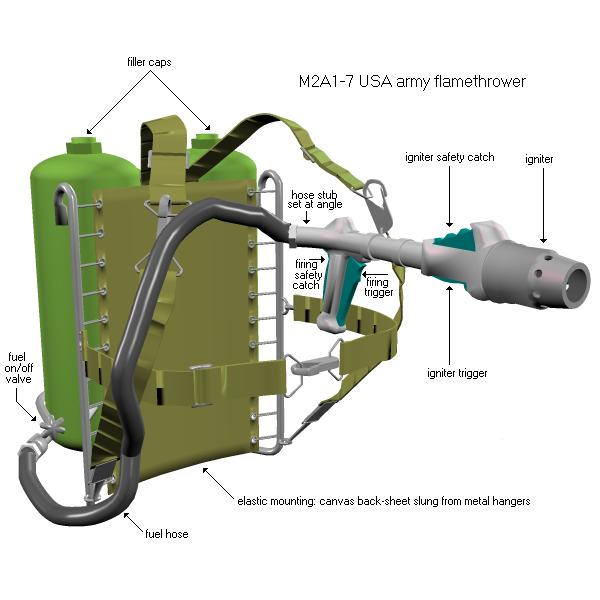
Схема огнемёта M2
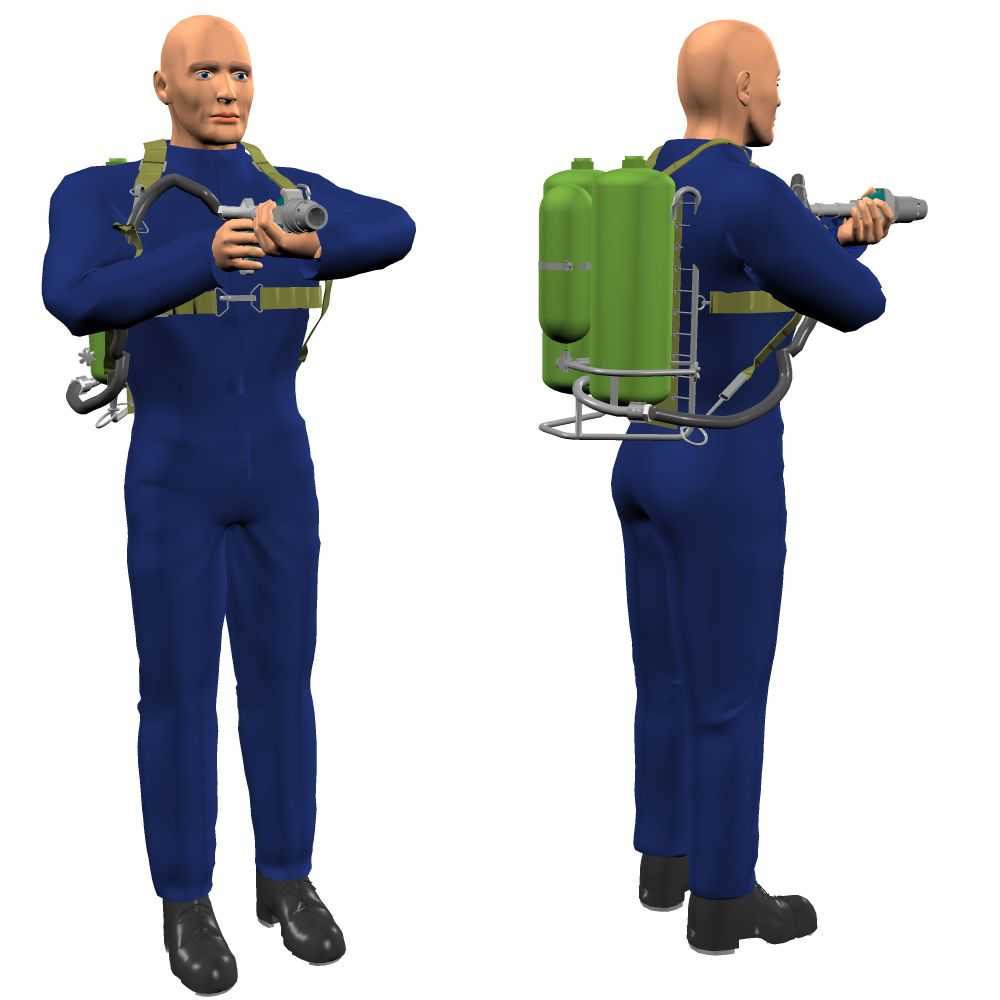
2 изображения человека с M2A1-7. В двух больших баллонах — огнетопливо, в маленьких — сжатый газ (азот)
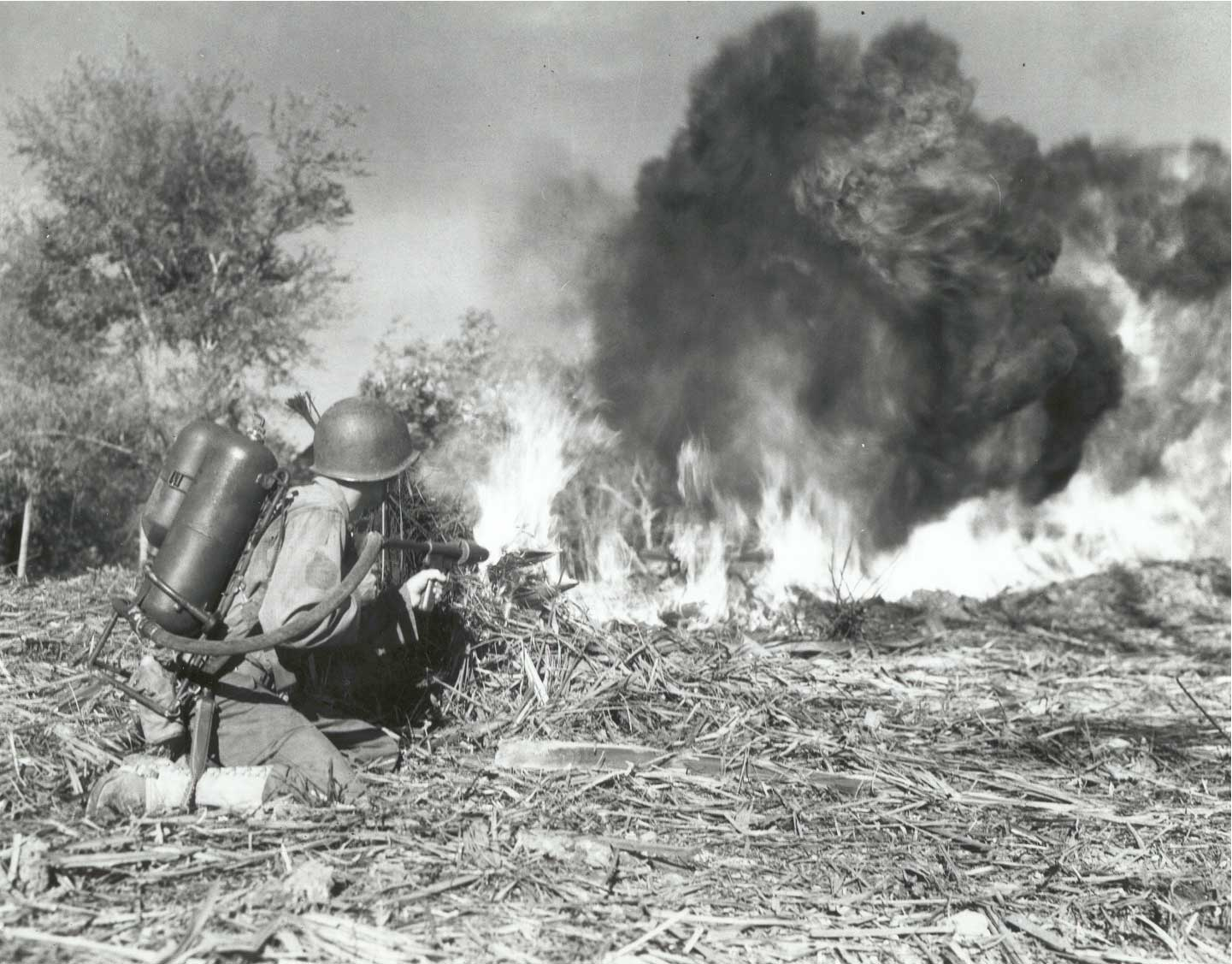
Американский пехотинец использует огнемёт M2 против японских боевых позиций, 1945 год
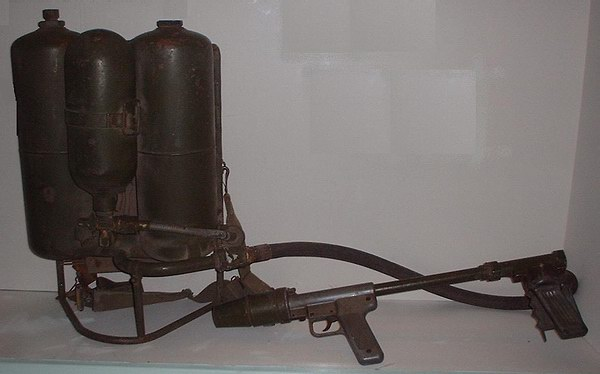
Огнемёт M2A1